# Pietro Leoni
Pietro Leoni (Premilcuore, 1º gennaio 1909 – Montréal, 26 luglio 1995) è stato un gesuita e missionario italiano.

## Biografia
Padre Leoni (nei documenti sovietici Петр Ангелович Леони), di umili origini, dopo l'ingresso nel seminario di Modigliana nel 1922 era entrato a far parte della Compagnia di Gesù nel 1927. Studiò a Roma all'Università Gregoriana e nel 1934 entrò  al Collegium Russicum. Fu ordinato sacerdote di rito orientale e latino nel 1939.
Fece parte del gruppo di sacerdoti che accolsero l'invito a recarsi quali missionari in URSS, a seguito dell'invasione da parte delle truppe dell'Asse.
Nell'estate del 1940 si arruolò, quindi, come cappellano militare e giunse in Unione Sovietica al seguito dei reparti italiani al fronte orientale; fu impegnato negli ospedali militari e presso la parrocchia di Dnepropetrovsk. Nel 1943 rientrò in Italia con il ritiro dell'Armata italiana, per poi rientrare in Ucraina come sacerdote per le comunità cattoliche di rito latino ed orientale a Odessa. 
Nel 1944, all'approssimarsi dell'Armata Rossa, nonostante l'evacuazione del clero cattolico, a Odessa rimasero come sacerdoti i soli p. Leoni ed il francese p. Judicaël Nicolas (al secolo Jean Nicolas), assunzionista.
Il 29 aprile 1945 fu arrestato dalla polizia politica sovietica e condotto alla Lubjanka a Mosca e da lì alle carceri di isolamento di Lefortovo e Butyrka; fu interrogato e torturato, ma non indicò i nominativi degli altri missionari cattolici in Unione sovietica. Il 12 novembre 1945 fu condannato per “propaganda antisovietica” a 10 anni di lavori forzati e inviato nei gulag in Mordovia (Tem-lag, Temnikovskij lager); nel 1947 ebbe un'ulteriore condanna per ‘'attività controrivoluzionaria” a 25 anni di lavori forzati e fu inviato nei gulag di  Dubravnyj lager (Mordovia), Vorkuta (Siberia) e Pot'ma (Mordovia).
Su intervento del Vaticano e del Governo italiano, fu rilasciato a Vienna 30 aprile 1955.
Tornato in Italia, raccontò le vicende dell'evangelizzazione in URSS, della carcerazione nei gulag e dell'imputazione di spionaggio nel libro Spia del Vaticano!, pubblicato nel 1959.
Nello stesso anno fu inviato in Canada, presso gli emigrati cattolici di origine russa dove rimase fino alla morte.